# Линия Уэно-Токио
Линия Уэно-Токио (яп. 上野東京ライン уэно то:кё: райн), ранее известная как Сквозная линия Тохоку (яп. 東北縦貫線 то:хоку дзю:кан сэн) — железнодорожная линия японского железнодорожного оператора East Japan Railway Company, соединяющая  станции Уэно и Токио, служащая связным звеном между линиями  Уцуномия, Такасаки и Дзёбан с одной стороны и линией Токайдо с другой. Реализация проекта начата 30 мая 2008 года. Линия была открыта 14 марта 2015 года, в то время как общая стоимость проекта составила около 40 миллиардов йен.
Прямое сообщение должно снять нагрузку с отрезков линий Яманотэ и Кэйхин-Тохоку и сократить время путешествия от станции Омия до Токио на 11 минут.

## Маршрут
Начиная от станции Уэно было переложено примерно 2,5 км железнодорожных путей ранее соединявших две станции, до того как в районе станции Канда они были разделены для возможности прокладки путей линии Тохоку-синкансэн. Был построен виадук протяжённостью 1,3 км. непосредственно над путями линии Синкасэн.  На станции Синагава специальные пути позволяющие поездам использовать станцию как конечную и возвращаться обратно.
Составы линий Уцуномия, Такасаки и Дзёбан проезжают без остановок участо от станции Уэно до станции Токио и продолжают движение по путям линии Токайдо в сторону станций Синагава and Иокогама. По линии проходят примерно 15 поездов в час, это количество планируется увеличить до 20 в  2016. Маршрут экспрессов линии Дзёбан  (Хитати и Токива) был продлён до станции Синагава.

## История
Линия Тохоку доходила до станции Токио как до, так и после Второй мировой войны. Первоначально участок между станциями Токио и Уэно использовался только для грузового сообщения, но во время оккупации было запущенно пассажирское сообщение, которое существовало вплоть до апреля 1973 года. В 1983 году было отменено и грузовое сообщение, а участок линии в районе станций Акихабара и Канда был демонтирован для обеспечения прокладки путей линии Тохоку-Синкансэн до станции Токио.
В 2000 году было предложено восстановить сквозное сообщение на данном участке к 2015 году, а 27 марта 2002 компания JR East официально анонсировала проект линии. Проект получил официальную поддержку нескольких местных администраций в основном в префектурах Сайтама и Ибараки. В то же время жители домов непосредственно прилегающих к линии были резко против из-за опасений повышенного риска при землетрясениях и недостатка солнечного света. В токийский суд был подан иск с требованием запретить строительство в 2007 году. Он был отклонён в 2012 году.
Первоначально планировалось заверить работы в 2013 году, но в итоге из-за последствий землетрясения 2011 года все работы были завершены только в 2015 году.
- Вид на планируемый маршрут к югу от станции Акихабара, Март 2007
- Вид с платформы станции Канда, октябрь 2009. Строительство пилона для виадука будущей линии.
- Плакат на станции Сануки линии Дзёбан рекламирующий завершение проекта. Заголовок гласит Без пересадок, до станции Токио, до Синкансэн
- Сооружение поднятой над землёй секции линии Уэно-Токио, непосредственно над путями линии Тохоку-Синкансэн, Август 2011

## Дальнейшее развитие
В январе 2014 года, президент JR East Тэцуро Томита озвучил планы компании по соединению линии Уэно-Токио с новой прямой линии до аэропорта Ханэда, которая сейчас находится в процессе сооружения .